# Lepanthopsis microlepanthes
Lepanthopsis microlepanthes là một loài thực vật có hoa trong họ Lan. Loài này được (Griseb.) Ames mô tả khoa học đầu tiên năm 1933.